# Marian Król (żołnierz AK)

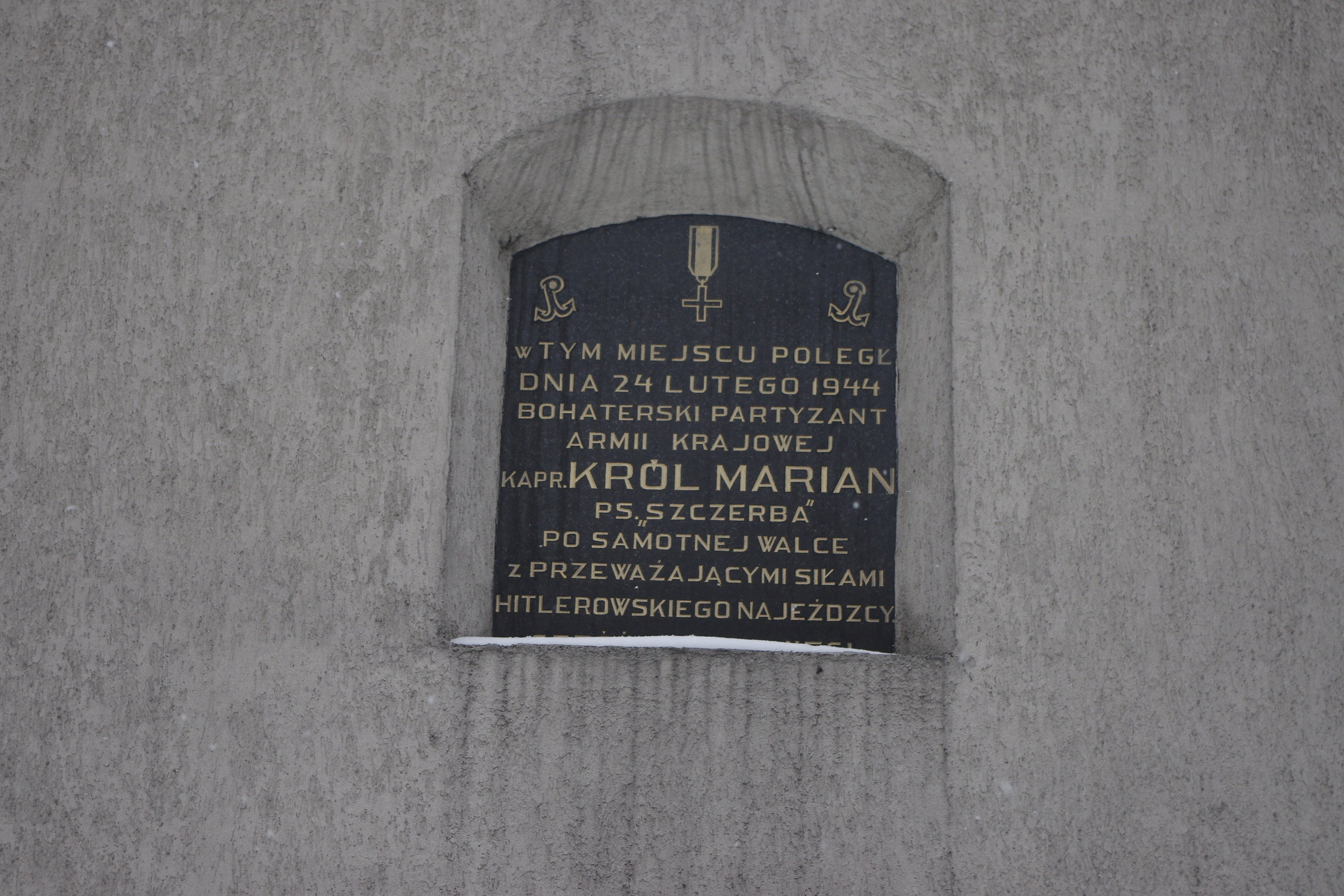
Tablica upamiętniająca Mariana Króla ps. Szczerba na ul. Sienkiewicza w Piotrkowie Trybunalskim

Marian Król ps. Szczerba (zm. 24 lutego 1944 w Piotrkowie Trybunalskim) – działacz podziemia niepodległościowego w czasie II wojny światowej, kapral AK, partyzant.
Zginął w samotnej walce z Niemcami w budynku przy ul. Sienkiewicza 3 w Piotrkowie Trybunalskim. Upamiętnia go tablica odsłonięta na budynku przy tej ulicy.